# (4738) Jimihendrix
(4738) Jimihendrix – planetoida z głównego pasa planetoid okrążająca Słońce w ciągu 4,39 lat w średniej odległości 2,68 au. Odkrył ją D. B. Goldstein 15 września 1985 roku w Obserwatorium Palomar. Została nazwana na cześć Jimiego Hendrixa – słynnego amerykańskiego muzyka. Przed nadaniem nazwy planetoida nosiła oznaczenie 1985 RZ4.